# Alfred & John Bool
Alfred & John Bool waren ein britisches Brüderpaar, welches das London des 19. Jh. fotografierte.

## Leben und Werk

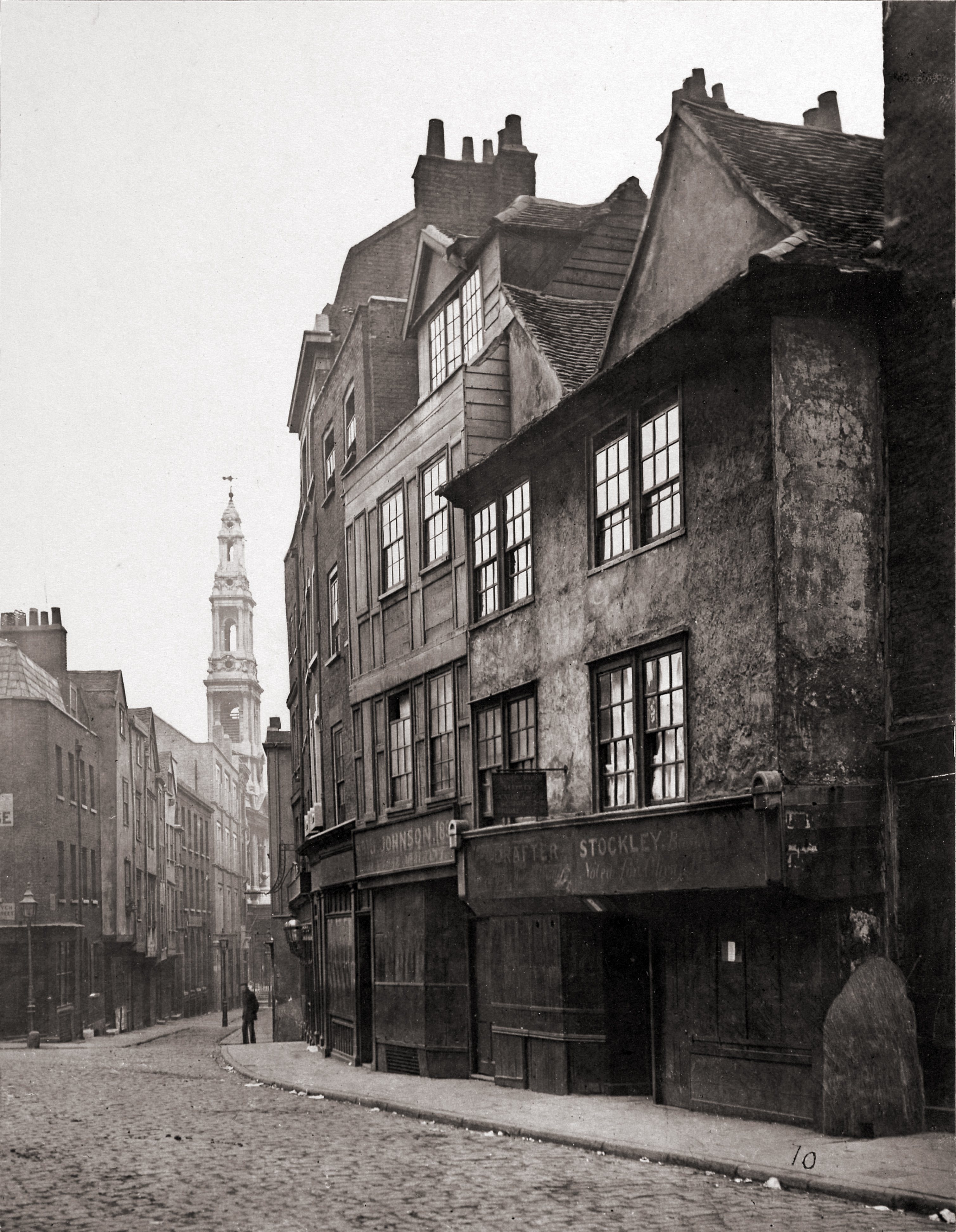
Drury Lane (Henry Dixon & Alfred und John Bool, 1876)

Alfred Henry Bool (* 1844 in London; † 9. Dezember 1926 in Wimbledon) und John James Bool (* 1850 in London; † 14. Dezember 1933) eröffneten in den 1860er Jahren Fotostudios im Londoner Stadtteil Pimlico. John Bool war bis 1918 in seinem Fotostudio tätig.
Die Brüder wurden 1875 von Alfred Marks, dem Leiter der Society for Photographing Relics of Old London engagiert, um das Oxford Arms Inn, das Lincoln´s Inn, die Smithfield Area, die Temple Bar, Grey´s Inn Lane, St. Bartholomew’s and Cloth Fair zu fotografieren.
Die Albumindrucke, die fotografischer Standard der damaligen Zeit waren, ließen die Brüder in der Firma von Henry Dixon herstellen.
Albumindrucke können nach kurzer Zeit verblassen. Das gab Anlass zur Sorge. Da die Fotografien in Auftrag gegeben wurden, um Gebäude, die zum Teil noch vor dem Großen Brand von London im Jahre 1666 erbaut waren und Ende des 19. Jh. städtebaulichen Sanierungsmaßnahmen weichen sollten, im Gedächtnis von Architekten und Menschen mit antiquarischem Sinn zu erhalten, war es wichtig, eine Technik zu wählen, die Generationen überdauern würde. 1870 wurde das Pigmentdruckverfahren erfunden, welches eine langfristige Lösung war. Dixon beherrschte den Prozess meisterhaft, die fotografischen Abbildungen sind auch heute noch von ausgezeichneter technischer Qualität.
Ab 1879 übernahm Dixon den Auftrag der Society for Photographing Relics of Old London komplett und fertigte die weiteren Serien in der neuen Technik an.
Nicht nur die fotografischen Abbildungen blieben erhalten. Einige der damals vom Abriss bedrohten Gebäude stehen heute unter Denkmalschutz und sind restauriert worden.
1977 wurden Werke von Alfred & John Bool und Henry Dixon auf der documenta 6 in Kassel gezeigt.